# Myélite transverse
 Mise en garde médicale
La myélite transverse (MT) est un syndrome neurologique traduisant une inflammation de la moelle spinale pouvant toucher l'adulte comme l'enfant.
Son étiologie est encore mal comprise, mais semble principalement auto-immune car elle survient souvent après une infection virale (herpès, mycoplasme, EBV, CMV, VIH…) ou un vaccin, ce qui laisse penser qu'il s'agit d'une « mauvaise » réaction de l'organisme qui au lieu de protéger ses cellules se retourne contre certaines d'entre elles. Ce syndrome est classé parmi les maladies neuroimmunologiques du système nerveux central (comme l’encéphalomyélite aiguë disséminée (EMAD), la névrite optique, et la neuromyélite optique, aussi dénommée maladie de Devic.
C'est une maladie rare avec un à cinq cas par million dans la population générale selon les estimations étudiées par Jeffery et al. en 1993. Elle n'affecte qu'une partie de la moelle, avec donc des symptômes habituellement bilatéraux dont la nature dépendra de l'étendue et de la localisation des lésions inflammatoires.
La myélite transverse aiguë (ou MTA) idiopathique, d'étiologie encore inconnue est une maladie immunitaire inflammatoire démyélinisante de la moelle spinale présentant des manifestations motrices, sensitives et autonomiques (incidence annuelle : estimée entre 1/1 000 000 et 1/250 000, selon les études). Elle est souvent précédée d'une virose (trois semaines plus tôt), concernant souvent les voies respiratoires supérieures, faisant évoquer « une réponse immunitaire tardive dirigée contre une infection microbienne récente qui cible accidentellement la moelle épinière ».

## Sémantique
Le mot « myélite » désigne de manière non spécifique toute inflammation de la moelle spinale. Les poussées inflammatoires peuvent endommager ou détruire la myéline qui recouvre les neurones, et la cicatrisation de ces lésions peut interrompre la communication entre une partie des nerfs de la moelle spinale et le reste du corps.

L'adjectif « transverse » évoque le fait que cette maladie touche tout le plan horizontal (traverse de droit à gauche )de la moelle epiniere , mais elle touche juste un segment de la moelle le plus souvent thoracique ,moins frequemment  lombaire et cervicale   

Le terme médical myélopathie est parfois aussi utilisé ; il est plus général, désignant n'importe quelle atteinte de la moelle.
On désigne les formes aiguës et intermédiaires par les noms de « myélite aiguë transverse » (ou « myélite transverse aiguë ») et de « myélite transverse subaiguë » ; elle peut être idiopathique ou « secondaire » (quand sa cause est connue).
On utilise aussi l'expression « myélopathie aiguë transverse partielle » quand l’atteinte médullaire est asymétrique, parfois unilatérale. La sclérose en plaques en est une cause fréquente.

### Synonymies
Synonymes (MeSH ) :
- myélite transverse aiguë[7] ;
- myélite aiguë transverse[7] ;
- myélite transverse subaigüe[7] ;
- myélite paranéoplasique[7] ;
- myélite post-infectieuse[7] ;
- myélite post-vaccinale[7] ;
- myélite démyélinisante[7] ;
- myélite nécrosante[7] ;

## Éléments de définition clinique, symptômes et tableau clinique
Ce syndrome est associé — en l'absence de lésions compressives, vasculaire, néoplasique, postradique — à :
- une atteinte bilatérale (parfois asymétrique) des cordons spinaux sensori-moteurs et autonomes ;
- la présence d'un niveau sensitif ;
- une progression rapide (en quatre heures à trois semaines vers le tableau maximal) ;
- une pléocytose ou élévation de l'index IgG du liquide cérébrospinal ;
- une atteinte des cordons (RMN).

Symptômes :
Les signes cliniques sont (avec une symptomatologie typiquement bilatérale mais pas toujours strictement symétrique), avec :
- une faiblesse motrice ;
- des troubles de la sensibilité (d'origine médullaire) ;
- des dysfonctions associées (vésicale, intestinale, sexuelle) ;
- parfois une paraparésie ou une quadriparésie sévère (pouvant évoquer un syndrome de Guillain-Barré) ;
- un niveau sensitif bien défini ;
- de possibles douleurs (de type neuropathiques) au niveau de la colonne ou dans un dermatome ;
- le signe de Lhermitte.

Le bilan est appuyé par la résonance magnétique nucléaire (y a-t-il une lésion unique ou multiple au niveau de la moelle ?) rehaussée par l'administration intraveineuse de gadolinium. Une ponction lombaire recherche une pléiocytose, une bande oligoclonale au niveau des IgG.

## Causes possibles
La littérature associe ce syndrome à :
- des causes ou effets auto-immunitaires induites par une infection ou un vaccin (les symptômes suivent une infection ou un vaccin dans 60 % des cas)[8];
- une infection directe de la moelle ;
- des causes auto-immunitaires et inflammatoires systémiques : neurolupus et lupus érythémateux disséminé (diagnostic reposant alors sur l'IRM, la présence d'antiphospholipides, fréquente), sarcoïdose, syndrome de Sjögren[8] ;
- maladie démyélinisante acquise : sclérose en plaques, neuromyélite optique avec une atteinte longitudinale fréquemment extensive, directement associée à la présence d'un auto-anticorps sérique IgG-NMO (antiaquaporines 4)[8]

### Diagnostic différentiel
Le médecin doit vérifier qu'il ne s'agit pas
- d'une compression médullaire[8] ;
- d'une tumeur intramédullaire[8] ;
- d'un phénomène paranéoplasique[8].

## Traitements
Ce sont principalement des corticostéroïde (à haute dose), avec si les symptômes résistent des échanges plasmatiques et tant que nécessaire des soins de support (dont assistance ventilatoire).
Le traitement est accompagné d'une rééducation fonctionnelle.

## Pronostic
Il dépend en grande partie de l'affection sous-jacente en cause et varie d'une complète récupération à des graves séquelles.